# 平野勝美
平野 勝美（ひらの かつみ、1965年9月27日 - 2024年）は、日本のプロレスラー。

## 経歴
- 1992年8月2日、パイオニア戦志八王子総合卸売センター大会でデビュー。対戦相手は松崎和彦。
- 1992年後期、オリエンタルプロレスへ移籍。
- 1993年、フリーランスを経て新格闘プロレスへ移籍。
- 1995年、IWA・JAPANへ移籍。
- 2011年、フリーとなり、SMASHなどに参戦。
- 2024年、死去[1]。58歳没。

## 得意技
- バックドロップ
- ラリアット

## その他
- 『めちゃ×2イケてるッ!』のコーナー「単位上等!爆走数取団」に他のレスラーと共に「関取団」として参加していた。
- SMASH参戦が決定した際、TAJIRIにブログで、容姿やコスチュームが似ている事から「ヒデオ・サイトーの原型」と書かれている[2]。
- 2015年、「シラノ」の芸名で2代目三波伸介らとコントユニット「まんてんトリオ」を結成。キングオブコント2015に出場したが1回戦で予選落ちした[3][4]。